# Charles Robert Ashbee
Charles Robert Ashbee (ur. 17 maja 1863 w Londynie, zm. 23 maja 1942 w Sevenoaks) – angielski architekt, tworzący w stylu secesji. Związany z ruchem Arts and crafts, współpracował z Williamem Morrisem.

## Życiorys
Charles Robert Ashbee studiował w Wellington College i King's College w Cambridge. Jego sztuka kształtowała się pod wpływem Williama Morrisa. Dla realizacji swej idei całościowego budowania domu wraz z jego wnętrzem i wyposażeniem założył Guild and School of Handicraft w 1888 roku w londyńskiej dzielnicy East End (w 1902 przeniesiona do Chipping Campden - hrabstwo Gloucester) i School of Arts and Crafts (1904 - 14). Dzieła tam wykonywane, wiele według projektów Ashbeego (biżuteria, ceramika, lampy, okucia, kraty, meble) były przykładem nowoczesnego rzemiosła artystycznego i zdobyły światowe uznanie. W 1896 roku Ashbee założył drukarnię w Esseksie, w której wydawał bibliofilskie druki. Piastował stanowisko prezesa Stowarzyszenia Artystycznego Rzemiosła (1888 - 1908), które propagowało stworzone przez niego wzorce sztuki użytkowej. Był członkiem zarządu Essex Press i dyrektorem Society for the Preservation of Ancient Buildings. Po roku 1908 działał głównie jako architekt projektujący budynki mieszkalne. Był współautorem projektu zamku arcyksiążęcego w Darmstadt. Podczas I wojny światowej służył w wojsku brytyjskim w Egipcie, gdzie studiował literaturę angielską na uniwersytecie w Kairze. W latach 1918 - 22 pracował w brytyjskiej administracji Palestyny jako doradca w sprawach miejskich i konserwacji budynków oraz zabytków. Po powrocie do Anglii aż do śmierci mieszkał w Goodden Green.
W latach 1918–1922 mieszkał i pracował w Jerozolimie.

## Dzieła
- An Endeavour Towards the Teachings of John Ruskin and William Morris (1901)
- Modern English Silverwork (1909)